# Красняк оливковий
Красняк оливковий (Prionochilus olivaceus) — вид горобцеподібних птахів родини квіткоїдових (Dicaeidae).

## Поширення
Ендемік Філіппін. Його природне середовище проживання — субтропічні або тропічні вологі низовинні ліси.

## Підвиди
Таксон включає три підвиди:
- Prionochilus olivaceus olivaceus Tweeddale 1877;
- Prionochilus olivaceus parsonsi McGregor 1927;
- Prionochilus olivaceus samarensis Steere 1890.